# كلية ويتون (ماساتشوستس)

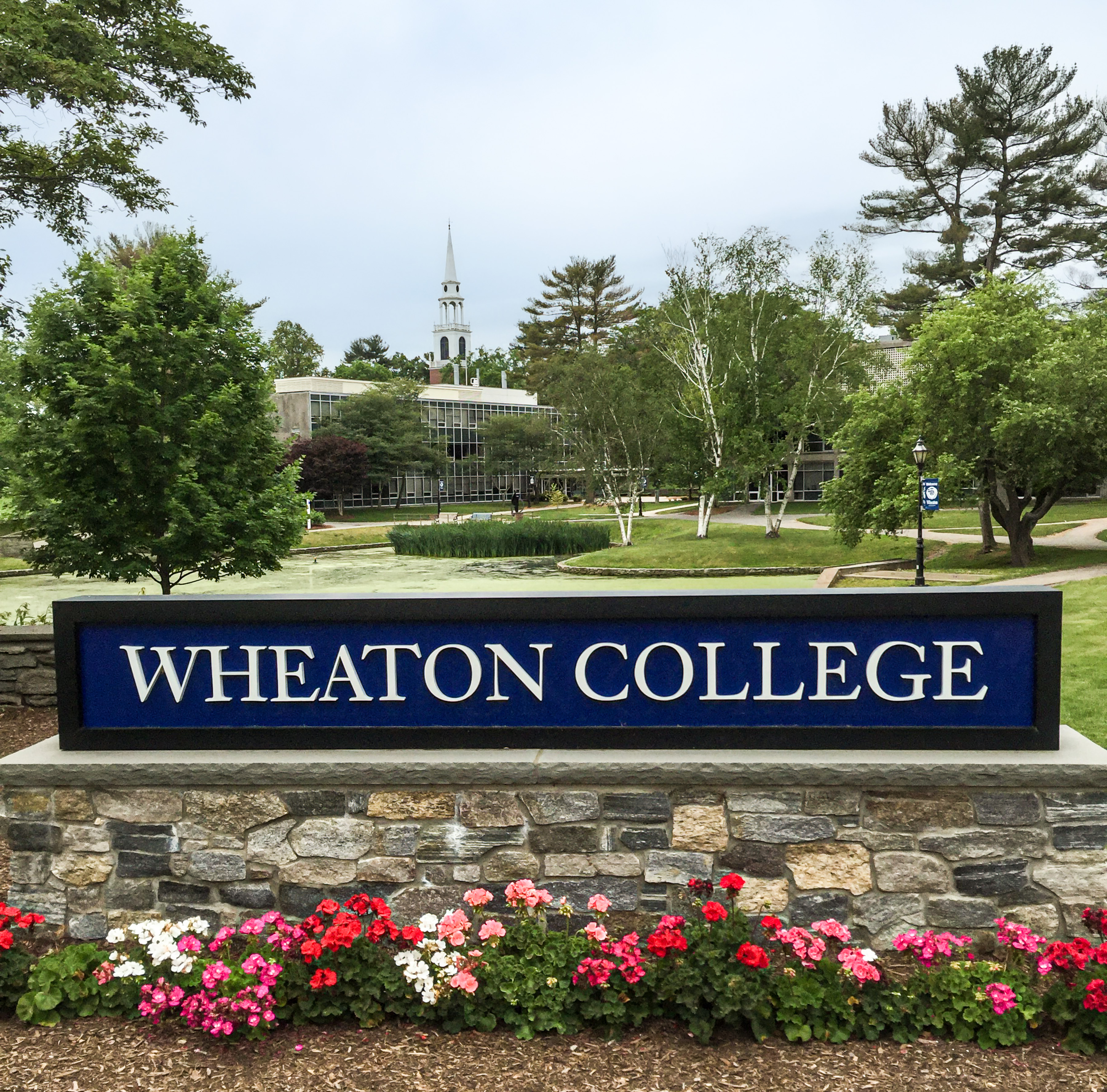
علامة الترحيب

كلية ويتون هي كلية خاصة للفنون الحرة في نورتون، ماساتشوستس. تأسست ويتون في عام 1834 وظلت إحدى أقدم مؤسسات التعليم العالي للنساء في الولايات المتحدة حتى بدأ قبول الرجال في عام 1988. غير الأمناء رسميا اسم المؤسسة إلى كلية ويتون في عام 1912 بعد حصولهم على شهادة جامعية من كومنولث ماساتشوستس. يسجل بها ما يقرب من 1650 طالبًا.
تصنف كلية ويتون باستمرار بين أفضل كليات الفنون الحرة. وتبلغ نسبة الطلاب إلى أعضاء هيئة التدريس 10: 1 ويتراوح متوسط حجم الفصل بين 15 و 20. ولها أيضًا سمعة كبيرة في الألعاب الرياضية، حيث يتم تصنيفها كواحدة من أفضل المؤسسات التابعة للهيئة الوطنية للمحاسبين القانونيين الثالثة في البرامج الرياضية الجماعية العامة.

## تاريخ
توفيت إليزا ويتون سترونغ في عام 1834، وهي ابنة القاضي لابان ويتون، عن عمر يناهز التاسعة والثلاثين. قامت إليزا بايليز تشابين ويتون، ابنة زوجة القاضي، بإقناعه بتخليد ذكري ابنته بتأسيس مدرسة للفتيات.
دعت الأسرة المربية النسائية الشهيرة ماري ليون للحصول على المساعدة في تأسيس هذه المدرسة الدينية. أنشأ ليون المناهج الأولى بهدف أن تكون متساوية في الجودة مع الكليات الرجالية. كما قدمت أول مديرة وهي ايونيس كالدويل. افتتحت مدرسة ويتون للإناث في نورتون بولاية ماساتشوستس في 22 أبريل 1835، مع 50 طالبا وثلاثة معلمين.
غادرت ماري ليون ويونيس كالدويل ويتون لفتح كلية هوليوك للإناث في عام 1837 (الآن كلية ماونت هوليوك). بعد رحيلهم، تحمل ويتون فترة متقلبة والتغييرات المتكررة في القيادة حتى عام 1850، عندما تم تعيين كارولين كاتلر ميتكالف كمديرة جديدة. جعلت توظيف أعضاء هيئة التدريس المتميزين على رأس أولوياتها، حيث جلبت المعلمين الذين شجعوا الطلاب على مناقشة الأفكار بدلاً من حفظ الحقائق. كانت أبرز إضافات إلى الكلية لوسي لاركوم، الذي قدم دراسة الأدب الإنجليزي وتأسيس مجلة أدبية للطالب،  وماري جين كاراجين، الذين استخدموا تقنيات مبتكرة لتدريس الهندسة وجعلت الرياضيات الدراسة المفضلة للكثير من الطلاب.
تقاعدت ميتكالف في عام 1876. عملت أ. إيلين ستانتون، وهي أستاذة فرنسية منذ عام 1871، مديرة في الفترة من 1880 إلى 1897. قادت المدرسة الدينية في وقت صعب، عندما واجهت منافسة من زيادة أعداد المدارس الثانوية العامة والكليات التي تمنح درجات البكالوريوس إلى النساء.

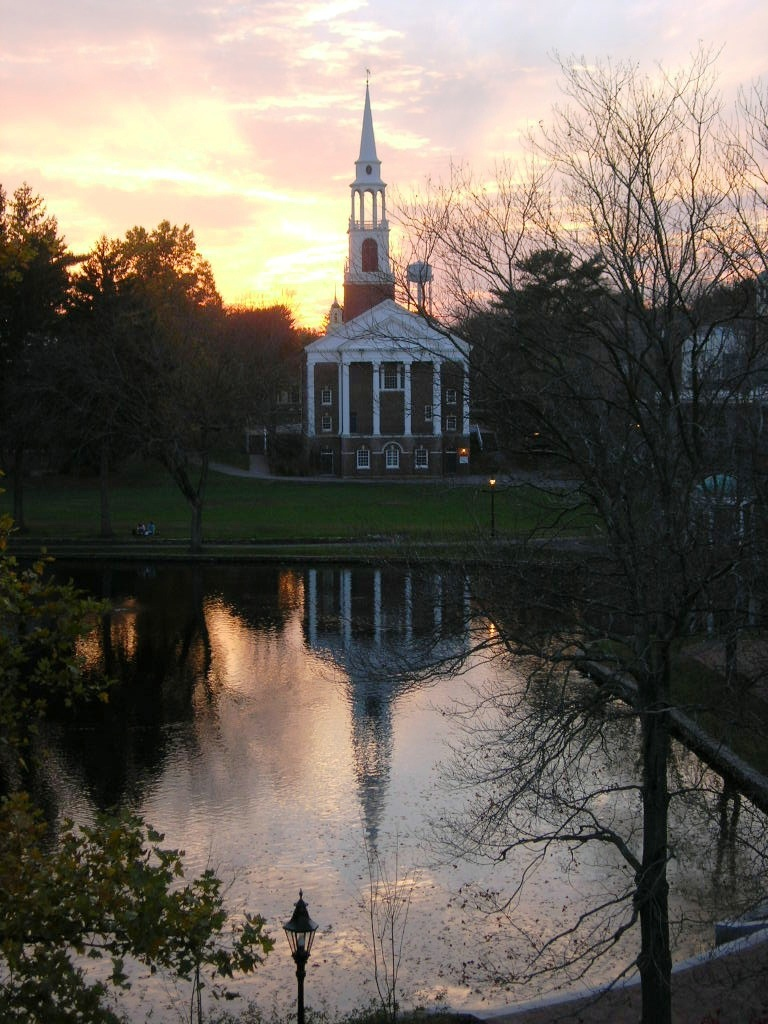
نصب تذكاري لمصلى كول

```
استأجر الأمناء الكاهن 
صموئيل فالنتين
 كول كأول رئيس للذكور في عام 1897 بناء على اقتراح إليزا بايليز ويتون. بدأ كول برنامج التنشيط الذي شمل توسيع وتعزيز المناهج الدراسية، وزيادة عدد ونوعية أعضاء هيئة التدريس، وإضافة ستة مبان جديدة التحضير لطلب ميثاق ككلية لمدة أربع سنوات.
[
11
]
```

واصل الكاهن جون إدجار بارك، الذي أصبح رئيسًا في عام 1926 برنامج بناء كول، ورأى الكلية خلال فترة الكساد الكبير، الاحتفال بالذكرى المئوية في عام 1935 والحرب العالمية الثانية. تقاعد في عام 1944، وخلفه أستاذ التاريخ بجامعة دارتموث، ألكسندر هوارد مينيلي. خلال فترة ولايته، صوّت الأمناء على توسيع حجم الكلية من 525 إلى 800 إلى 1000 طالب، وبدأ بناء «الحرم الجامعي الجديد» في عام 1957.
توفي مينيلي في عام 1961 بعد مرض طويل، وتولي في عام 1962 وليام C.H. برينتس، أستاذ علم النفس ومسؤول في كلية سوارثمور. استمر تطوير الحرم الجامعي الجديد، ونما التحاق الطلاب إلى 1200 طالب. انضم طلاب وأعضاء هيئة التدريس في ويتون إلى احتجاجات داخل الحرم الجامعي على مستوى الولايات المتحدة ضد أعمال الولايات المتحدة في الهند الصينية في عام 1970.
دايل روجرز مارشال -العميد الأكاديمي في كلية ويلسلي- أصبحت رئيسة ويتون السادسة في عام 1992. وقادت الكلية في حملة «من أجل ويتون»، لبناء الصناديق الحالية والهامة لتطوير أعضاء هيئة التدريس والمنح الدراسية للطلاب والبرامج والمرافق الأكاديمية. شجّع نمو التسجيل على بناء أول قاعات إقامة جديدة منذ عام 1964، وتحسين مباني الفصول الدراسية وتجديد وتوسيع مرافق فنون الكلية.
عيّن مجلس أمناء ويتون رونالد أ. كروتشيرر الرئيس السابع للكلية في 23 مارس 2004. جاء كراوتشير إلى ويتون من جامعة ميامي في أوكسفورد، حيث شغل منصب نائب الرئيس التنفيذي للشؤون الأكاديمية وأستاذ الموسيقى.
```
خلال فترة توليه منصبه، أدار أكثر حملات التمويل نجاحًا في تاريخ ويتون، حيث مول مركزًا جديدًا لمركز مارس سينس بمبلغ 37 مليون دولار، وأكثر من 53 مليون دولار في منح دراسية جديدة، بالإضافة إلى مرافق رياضية جديدة، وأبحاث مُرشدة من أعضاء هيئة التدريس، وخدمات مهنية.
[
17
]
```

تم تعيين رئيس ويتون الحالي -دينيس م. هانو- في عام 2014. وقد كان تركيزه على إبراز تأكيد ويتون على التنوع والنهج المتمحور حول الطالب في التعليم. لقد دعا ونفذ برامج لتطبيق تعاليم الفنون الليبرالية على المقاولات الاجتماعية وجعل العالم مكانًا أفضل. كان من أشهر مبادراته تقديم منحة دراسية كاملة لطالب لاجئ كل عام، مع تفضيل الطلاب من الدول الخاضعة لحظر دونالد ترامب الإسلامي.

### الرؤساء
فيما يلي قائمة من رؤساء جامعة ويتون مع سنوات من فترات رئاستهم.
- القس. د. صموئيل فالينتين كول (1912-1925)
- جورج توماس سمارت، الرئيس بالإنابة (1925-1926)
- القس. د. جون إدجار بارك (1926-1944)
- ا. هوارد مينيلي (1944-1961)
- إليزابيث ستوفرجن مايو، القائم بأعمال الرئيس (1961-1962)
- وليام كورتني هاميلتون برنتيس (1962-1975)
- أليس فراي ايمرسون (1975-1991)
- هانا غولدبيرغ، رئيسة بالنيابة (1991-1992)
- دايل روجرز مارشال (1992-2004)
- رونالد كروتشر (2004-2014)
- دينيس م. هانو (2014 إلى الوقت الحاضر)

## أكاديميون
يقدم ويتون تعليم الفنون الحرة الذي يؤدي إلى درجة البكالوريوس في الآداب في أكثر من 100 تخصص. يُسمح للطلاب بالعمل مع أعضاء هيئة التدريس لتصميم تخصصاتهم المعلنة، إذا رغبوا في ذلك. يختار الطلاب ما يزيد عن 600 دورة في المواد الدراسية من الفيزياء إلى الفلسفة، والعلوم السياسية إلى علوم الكمبيوتر، وتاريخ الفن إلى المسرح، والإنجليزية إلى الاقتصاد.
تركز الدورات على الكتابة والتحليل الكمي ودراسة اللغات الأجنبية والمناظير غير الغربية. يأخذ جميع الطلاب الجددفي الفصل الدراسي الأول في ويتون ندوة في السنة الأولى التي يستكشفون فيها القضايا المعاصرة ويكتسبون المهارات الأكاديمية اللازمة للدراسة على مستوى الكلية. التركيز الرئيسي والدروس الاختيارية هي أيضا مركزية لمنهج ويتون.

### الشراكات مع المدارس الأخرى
تم توسيع نطاق اختيار الدورة الدراسية من خلال برامج التسجيل المتقاطع في الكلية مع جامعة براون وتسع كليات محلية تشارك في SACHEM (رابطة جنوب شرق للتعاون في التعليم العالي في ماساتشوستس). كما تقدم ويتون برامج مزدوجة الدرجة، تمكن طلابها الجامعيين من بدء الدراسة على مستوى الدراسات العليا في فن الاستديو، والاتصالات، والهندسة، والأعمال، واللاهوت، وقياس النظر.

### دراسة متعددة التخصصات
يتطلب جزء فريد من مناهج ويتون من الطلاب إكمال «الاتصالات» التي تتناول مجموعة متنوعة من الموضوعات من منظور مختلف التخصصات. خلال مسيرتهم المهنية في ويتون، يجب على الطلاب أن يأخذوا إما ثلاث دورات متصلة أو مجموعتين من الاتصالات ثنائية الدورة. تهدف هذه الدورات إلى تشجيع الطلاب على الاستكشاف والتفكير خارج اهتماماتهم الأكاديمية الأساسية. على سبيل المثال، يربط الاتصال المعنون «الاتصال من خلال الفن والرياضيات» الفنون مع الرياضيات. على الرغم من أن الطلاب قد يكملون واحدة من العديد من الاتصالات المصممة مسبقًا، يتم تشجيع الطلاب على التفكير في اقتراحهم الخاص.
في عام 2014، فازت الكلية بمنحة قدرها 500,000 دولار أمريكي من مؤسسة شيرمان فيرتشايلد لتمويل شبكة IMAGINE، وهي عبارة عن «مساحات متداخلة متعددة الاختصاصات للتعاون في الحرم الجامعي، والأشخاص والموارد والأفكار». في حين تم استخدام جزء كبير من هذه المنحة في تطوير المرافق متعددة التخصصات الجديدة، كما يدعم العديد من مجموعات البحث متعددة التخصصات في كل فصل دراسي، ويدعم الطلاب وأعضاء هيئة التدريس في تطوير الجيل القادم من المناهج الدراسية للفنون الحرة.

### تعليم تطبيقي
على الرغم من أن ويتون تدعم تاريخًا طويلًا ككليّة للفنون الليبرالية، فقد كانت أيضًا رائدة في فرص التعلم العملي. يضع برنامج الفصل الدراسي ويتون في برنامج سيتي الطلاب في دورات تدريبية في جميع أنحاء بوسطن حيث يعملون أثناء الحصول على دورتين متعلقتين خلال الفصل الدراسي، لتقديم تجربة أكثر واقعية في التعلم العملي. تضمن ويتون التمويل للطلاب الذين يتابعون الخبرات غير المنهجية غير مدفوعة الأجر، بما في ذلك التدريب الداخلي أو البحث أو أي فرصة مناسبة للتعلم التجريبي. يقوم معهد ويتون للإنسانية متعددة التخصصات (WIIH) بتطوير وكشف البرمجة التي تستكشف تعليم الفنون الحرة في «العالم الحقيقي» المتغير باستمرار والذي يزداد تعقيدًا.
وقد بدأ الكثير من هذا التطوير من قبل رئيس الكلية دينيس م. هانو، الذي أخذ بعض الإلهام من كلية بابسون، حيث كان نائباً للرئيس. الذي أعد الطلاب لإطلاق المؤسسات الاجتماعية، وتطبيق مجموعات المهارات الفنية الليبرالية لإحداث تغيير اجتماعي. شملت هذه الشراكة الجديدة مع MassChallenge ،  وأدت إلى الالتزام بدفع 10 ملايين دولار من قبل مؤسسة ديانا ديفيس سبنسر لمواصلة توسيع برامج ريادة الأعمال الاجتماعية ابتداء من عام 2018.

### الفنون
في عام 2003، بدأ برنامج الفنانين الزائرين إيفلين دانزيج هاس "39" يجلب البرنامج الكتاب والموسيقيين والممثلين والمخرجين والراقصين والفنانين إلى الحرم الجامعي للإقامات القصيرة الأجل لمشاركة أعمالهم من خلال المحاضرات والدروس الرئيسية والحفلات الموسيقية والمعارض. تطور الفنون في المدينة برنامج الفنانين الزائرين من خلال أخذ الطلاب وأعضاء هيئة التدريس في رحلات إلى بوسطن وبروفيدنس وأماكن أخرى لاستكشاف الفنون والعروض الثقافية في المنطقة.
ولدى ويتن أيضًا مجموعة دائمة من الأعمال الفنية الدائمة والتي يتم تنفيذها غالبًا في الفصول الدراسية ومشاريع الطلاب، بما في ذلك بعض تجارب التعلم المبتكرة، مثل المعرض نصف السنوي الذي ينظمه الطلاب. 

### المنح الدراسية والزمالات
يعطي ويتون الأولوية للمنح الدراسية والزمالات في الكلية لخريجيها. في عام 2016، احتلت شركة ويتون المرتبة العاشرة في عدد علماء فولبرايت المنتجين، وتم الاعتراف بها كأكبر منتج لمدة 11 سنة متتالية.  منذ عام 2000، ذهب ما يزيد عن 200 من المنح الدراسية المرموقة إلى طلاب ويتون، بما في ذلك 3 منحة رودس الدراسية. 
ويتون لديه أيضا فصل من جمعية الشرف Phi Beta Kappa.

## الحرم الجامعي
تتميز ويتون بحرمها الجميل والمشتل الرائع.

### الهندسة المعمارية
يقع أوستن هاوس، الذي صممه المهندسون المعماريون، على حافة الحرم الجامعي ويخدم كمسكن للمتحدثين الضيوف والفنانين، إلخ. وفاز بجائزة «بيت العام» للسنة المعمارية في عام 1962، ولا يزال مثالًا مهمًا لحداثة منتصف القرن.
في عام 1938، رعى ويتون مسابقة لبناء مركز جديد للفنون، برعاية من متحف الفن الحديث والمنتدى المعماري. وقدموا اقتراحات من بعض أشهر المهندسين المعماريين في تلك الحقبة، بما في ذلك لويس كان ووالتر غروبيوس، الذي حصل على الجائزة الثانية. ذهبت الجائزة الأولى إلى مهندسين معماريين مجهولين نسبيا، وهما كالب هورنبوستيل وريتشارد بينيت، وبينما لم يتم بناؤهما في الواقع، سارعت الكلية للعمارة الحديثة. في عام 1962، تم بناء Watson Fine Arts.
يعد مركز بلفور هود للطلاب أحد أقدم الأمثلة على عمارة ما بعد الحداثة في حرم جامعي.

### سكن الطلاب

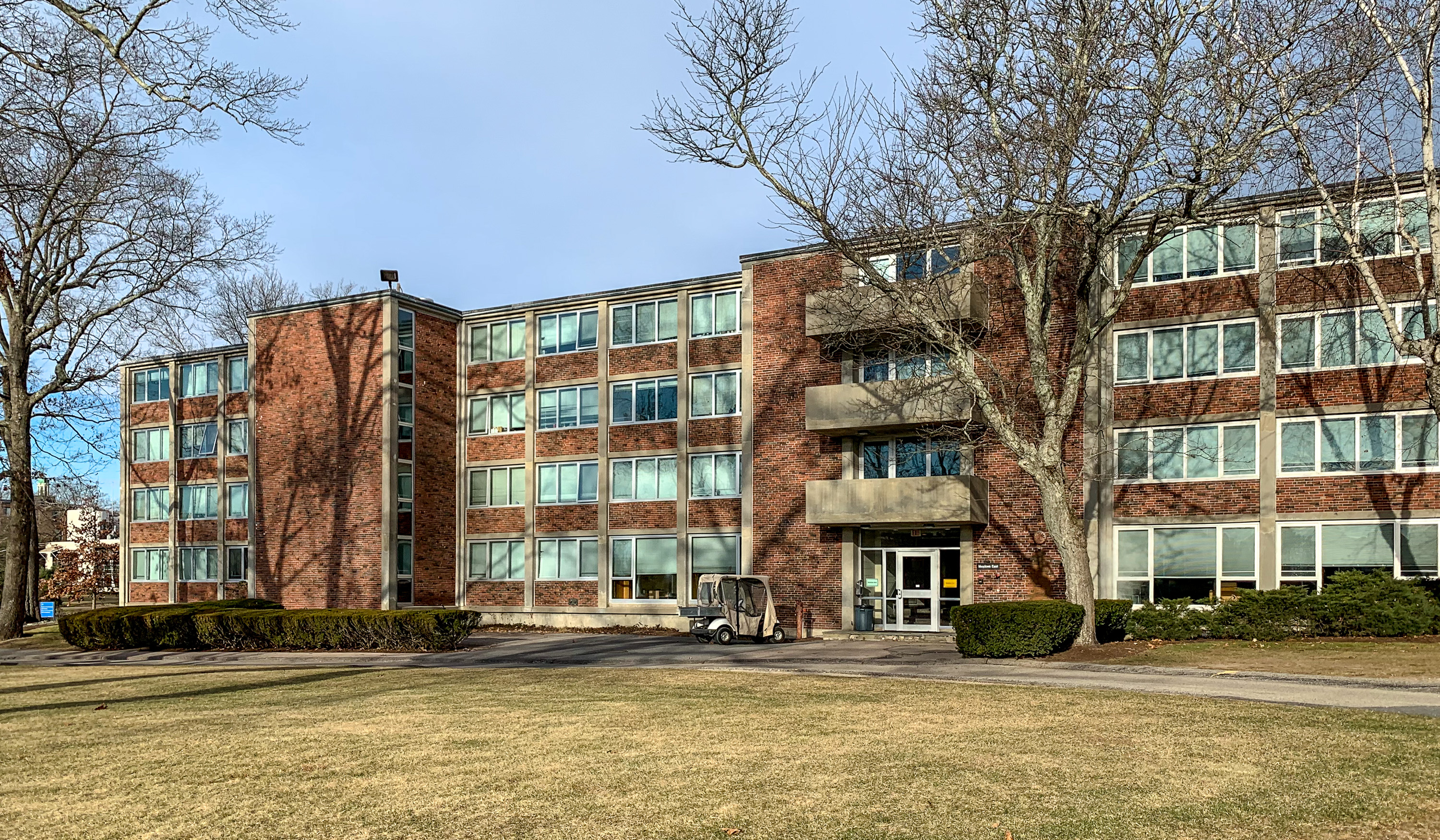
قاعة ميادوس الغربية، تم بناؤها في عام 1964

يعيش طلاب ويتون بطرق متنوعة. هناك 18 قاعة إقامة تقليدية، تم بناء بعضها مثل Meadows و Beard في عام 2000، في حين يعود البعض الآخر إلى أواخر 1800. تحتوي معظم المباني على غرف مفردة ومزدوجة، مع مبنيين مخصصين للأجنحة من 3-6 أشخاص.

هناك أيضًا تاريخ ثري من «المنتديات»، تجمع بين عدد من الطلاب الذين لديهم اهتمامات أو غرض مشترك. في عام 2017-2018، كان هناك 17 بيتًا في الحرم الجامعي.

## سمعتها
تصنف كلية ويتون باستمرار بين أفضل كليات الفنون الحرة من خلال العديد من المطبوعات. في عام 2018، صنفت صحيفة وول ستريت جورنال وتايمز للتعليم العالي ويتون ضمن أفضل 40 كلية في الولايات المتحدة للفنون الليبرالية. في عام 2015، صنفتها مجلة US News & World Report المرتبة 69 في أفضل كليات الفنون الليبرالية الوطنية، وفي أعلى 50 مرتبة حسب تصنيف مستشار المدارس الثانوية.  وتصف College Raptor و College Recruiter بشكل مستقل ويتون بأنها «جوهرة مخفية». كما تصف ويتون باعتبارها بارزة، وواحدة من أفضل 373 الكليات في الولايات المتحدة ومن بين أفضل 200 كلية تدفع للطلبة. منذ عام 2000، حصل أكثر من 210 من طلاب ويتون علي منح دراسية مرموقة، بما في ذلك 3 منح دراسية من رودس.
صنفت نكي ويتون في المركز السادس ضمن الكليات الليبرالية في عام 2018،  والكلية لديها عموما تتسم بالسمعة الليبرالية. تحدثت قيادة الكلية في مناسبات عديدة ضد رئاسة ترامب، ووقعت على اتفاقية المناخ في باريس، وخصصت منحة للاجئين المتضررين من سياسة هجرة ترامب.

## المنشورات والإعلام
- Wheaton Quarterly: مجلة الكلية.[57]
- The Wheaton Wire: صحيفة طلابية أسبوعية.[58]
- نايك: مجلة سنوية.[59]
- Rushlight: مجلة أدبية منذ عام 1855[60]
- Babe Lincoln: مجلة الفصل الدراسي.[61]
- WCCS: محطة إذاعية حرة تمثل الطلاب.[62]

## خريجون متميزون
ميمي ألفورد، 1966 - متدرب سابق في البيت الأبيض يزعم أنه كان على علاقة غرامية مع الرئيس جون كينيدي.
دان أنتونيوك، 2003 - لاعب سان دييغو.
ماري إلين أفيري، 1948 - طبيبة أطفال وباحثة.
إيلين ميريل براون، 1977 - روائية.
كريس دينورفيا، 2002 - لاعب شيكاغو للأشبال.
ديان فاريل، 1977 - مرشح ديمقراطي للكونجرس الأمريكي من مقاطعة كونيكتيكت الرابعة.
جان فريتز، 1937 - مؤلف كتاب نيوبيري الحائز على جائزة الشرف.
روبي هاريس، 1962 - مؤلف كتاب الأطفال.
إميلي سوزان هارتويل، 1883 - المبشّر التربوي المسيحي الجماعي في الصين.